# Asota murina
Asota murina är en fjärilsart som beskrevs av Rothschild 1897. Asota murina ingår i släktet Asota och familjen nattflyn. Inga underarter finns listade i Catalogue of Life.